# Else Mundal
Else Olaug Mundal (* 8. November 1944 in Eidså, Vanylven) ist eine norwegische Altnordistin. Sie ist emeritierte Professorin für altnordische Philologie an der Universität Bergen.

## Leben
Else Mundal wurde am 8. November 1944 in Eidså in der Gemeinde Vanylven geboren. Sie studierte an der Universität Oslo, wo sie 1971 Cand. philol. wurde. Sie forschte weiter an der Universität Oslo und war dort von 1977 bis 1984 Dozentin für altnordische Philologie. 1985 wurde sie Professorin für altnordische Philologie an der Universität Oslo und wechselte 1994 auf die Professur für altnordische Philologie an der Universität Bergen. 2012 ging sie in den Ruhestand, beendete aber nicht ihre Forschungs- und Publikationstätigkeit.

## Forschung
Else Mundal forscht und schreibt zu altnordischen Sagatexten, der Deutung von eddischer und Skaldendichtung, altnordischer Mythologie und Religion, Heiligenlegenden und -kulten, Frauengeschichte, kulturgeschichtlichen Aspekten des mittelalterlichen Skandinaviens, altnordischer Literatur als Geschichtsquelle und zur Beziehung zwischen der mündlichen und geschriebenen Kultur im Altnordischen. Ihre frühere Forschung konzentrierte sich auf den Einfluss der Christianisierung auf die altnordische Kultur, speziell die Stellung der Frauen, sowie Ererbtes aus der altnordischen Kultur im nordischen Christentum. Sie war auch als Übersetzerin altnordischer Literatur tätig, zum Beispiel mit der 1995 erschienen Heiligenlegendensammlung Legender frå mellomalderen : soger om heilage kvinner og menn („Legenden aus dem Mittelalter: Sagas über heilige Frauen und Männer“).

## Mitgliedschaften
Sie ist Mitglied der Forskargruppe i mellomalderfilologi („Forschergruppe in Mittelalterphilologie“) der Universität Bergen, nachdem das Centre for Medieval Studies (CMS), dem sie zuvor angehört hatte, 2012 eingestellt worden war. Außerdem ist sie seit 1999 Mitglied der Gruppe 5: Filologi og språkvitenskap („Gruppe 5: Philologie und Sprachwissenschaft“) der Norwegischen Akademie der Wissenschaften.

## Publikationen (Auswahl)
- Fylgjemotiva i norrøn litteratur. Universitetsforlaget, Oslo 1974, ISBN 82-00-08989-4 (norwegisch, 150 S., „Das Fylgja-Motiv in der altnordischen Literatur“).
- Legender frå mellomalderen. Soger om heilage kvinner og menn. Det Norske samlaget, Oslo 1995, ISBN 82-521-4511-6 (norwegisch, 200 S., „Legenden aus dem Mittelalter: Sagas über heilige Frauen und Männer“).
- Else Mundal und Ingvild Øye (Hrsg.): Norm og praksis i middelaldersamfunnet. Senter for europeiske kulturstudier, Bergen 1999, ISBN 82-91320-18-7 (norwegisch, 231 S., „Norm und Praxis in der mittelalterlichen Gesellschaft“).
- Else Mundal and Simonetta Battista (Hrsg.): Reykholt som makt- og lærdomssenter. I den islandske og nordiske kontekst. Snorrastofa, Reykholt 2006, ISBN 9979-9649-2-8 (norwegisch, englisch, 294 S., „Reykholt als Macht- und Bildungszentrum. Im isländischen und nordischen Kontext“).
- Oral or Scribal Variation in Voluspá. A Case Study in Old Norse Poetry. In: Else Mundal und Jonas Wellendorf (Hrsg.): Oral art forms and their passage into writing. Museum Tusculanum Press, Kopenhagen 2008, ISBN 978-87-635-0504-8, S. 209–227 (englisch).
- Else Mundal and Håkan Rydving (Hrsg.): Samer som "de andra", samer om "de andra". Identitet och etnicitet i nordiska kulturmöten (= Sámi dutkan – Samiska studier – Sami studies. Band 6). Umeå universitet, Umeå 2010, ISBN 978-91-7459-051-7 (schwedisch, 304 S., „Sámi als ‚die Anderen‘, Sámi über ‚die Anderen‘. Identität und Ethnizität in nordischen Kulturbegegnungen“).
- The Dating of the Oldest Sagas about Early Icelanders. In: Else Mundal (Hrsg.): Dating the Sagas. Reviews and Revisions. Museum Tusculanum Press, Kopenhagen 2013, ISBN 978-87-635-3899-2, S. 31–54 (englisch).
- Else Mundal (Hrsg.): Medieval Nordic literature in its European context. Dreyers forlag, Oslo 2015, ISBN 978-82-8265-072-4 (englisch, 284 S.).
- Else Mundal und Amy Mulligan (Hrsg.): Moving Words in the Nordic Middle Ages: Tracing Literacies, Texts, and Verbal Communities (= Acta Scandinavica. Band 8). Brepols, Turnhout 2019, ISBN 978-2-503-57810-1 (englisch, 364 S.).